# Fabri Fibra
Fabri Fibra, pseudonimo di Fabrizio Tarducci (Senigallia, 17 ottobre 1976), è un rapper italiano.
Fratello maggiore del cantautore Nesli, Fabri Fibra esordisce nell'ambiente dell'hip hop underground a metà degli anni novanta con il nome Fabbri Fil, facendo parte per diversi anni degli Uomini di Mare e dei gruppi derivati da questi ultimi: i Qustodi del tempo e il collettivo Teste Mobili. Debutta come solista con il nome d'arte di Fabri Fibra nel 2002 con l'album Turbe giovanili. Significativo per la svolta della sua carriera è invece l'album Mr. Simpatia, pubblicato nel 2004, con cui lascia il suo marchio indelebile nella scena musicale di allora e con cui spiana il terreno al contratto, nel 2006, con la major discografica Universal, con la quale pubblica nello stesso anno l'album Tradimento, il passo decisivo verso la notorietà di critica e di pubblico.
Nella sua carriera ha venduto oltre un milione di copie certificate dei suoi dischi, guadagnando numerosi dischi d'oro, di platino e multiplatino. Inoltre ha vinto diversi riconoscimenti inclusi tre Wind Music Awards, il TRL Awards 2011, la competizione di freestyle Mortal Kombat del 2001 e diverse candidature per altri premi, compresi gli MTV Awards, MTV Europe Music Awards e i World Music Award.

## Biografia

### Primi anni
Nato e cresciuto a Senigallia (AN), rimane molto colpito dal divorzio dei suoi genitori quando frequentava la scuola media. Nel corso della sua adolescenza dichiara di avere fatto uso di cocaina. Fabri Fibra è il fratello maggiore del cantautore Nesli, al secolo Francesco Tarducci, ed ha anche una sorella maggiore di nome Federica. Il rapper e il fratello hanno interrotto ogni contatto nel settembre del 2008, non dichiarando mai il motivo del loro distacco, ma più volte Nesli ha fatto intendere che dietro questa lite ci sia di mezzo il lavoro e il modo di vedere le cose completamente diverso. Fabri Fibra invece in un'intervista ha affermato:

### Uomini di Mare e Teste Mobili Records (1994-2004)
Nel 1994 Fabri Fibra, al tempo noto come Fabri Fil, forma insieme all'amico Lato il gruppo Uomini di Mare e l'etichetta discografica indipendente Teste Mobili Records, incidendo due anni più tardi il demo Dei di mare quest'el gruv. Nel 1999 uscì invece il loro unico album in studio, Sindrome di fine millennio, mentre cinque anni più tardi uscì l'EP Lato & Fabri Fibra, quest'ultimo distribuito dalla Vibrarecords. Nel 1997 al gruppo si aggiunse il rapper bolognese Shezan Il Ragio, e il gruppo prese la denominazione di Qustodi del tempo. Con questo nome viene pubblicato il demo Rapimento dal vulpla. 
Nel 1999 partecipò all'album Novecinquanta di Fritz da Cat nel brano Una minima. Nel 2000 venne formato il collettivo Teste Mobili, costituito dai Qustodi del Tempo insieme a Nesly Rice, Chime Nadir e DJ Rudy B, che pubblicò Dinamite Mixtape. Nel 2001, il rapper partecipò al brano Senza un perché del supergruppo Piante Grasse, formato da Lato, Nesly Rice, DJ Myke e DJ Aladyn, contenuto nell'album Cactus. Nello stesso anno creò il collettivo Basley Click con Fritz da Cat e Fede dei Lyricalz, insieme ai quali pubblicò The Album.

### Turbe giovanili(2002-2003)
Nel 2002 Fabri Fibra pubblica il suo primo album da solista, intitolato Turbe giovanili e distribuito dalla Teste Mobili Records. Forte di un periodo di crescente popolarità, il rapper pubblica un album introspettivo dove narra i problemi di relazione verso la nuova società e il rapporto tra le persone. Le basi musicali dell'album sono state prodotte interamente da Neffa, ad esclusione dell'ultima traccia, prodotta da Lato. L'album contiene collaborazioni con Al Castellana e con Nesly Rice.

### Mr. Simpatia(2004-2005)
Il 1º settembre 2004 esce il secondo album di Fibra Mr. Simpatia, pubblicato dalla Vibrarecords. Il disco contiene 18 tracce inedite ed una collaborazione con Nesli, il quale si è occupato della realizzazione di tutte le basi strumentali del disco ad esclusione di quelle dei brani Io non ti invidio e Bonus Track, prodotte rispettivamente da Bassi Maestro e da Bosca.
Gli argomenti trattati nell'album sono il risentimento e l'amarezza per la scena hip hop italiana, il disprezzo verso la società, la descrizione di alcune storie legate alle ragazze, la condizione lavorativa che porta ad eccessi. Il disco ha destato molto scalpore tra pubblico e critica, per nulla abituati al linguaggio usato, nuovissimo nella scena musicale italiana, particolarmente esplicito, veemente e carico di aggressività. Ad esempio, nei testi più volte il rapper afferma di fare uso di droghe. Una notazione particolare va al brano Non fare la puttana, nel quale Fibra espone la sua percezione sulla condizione della scena hip hop in Italia, relegata ai margini della diffusione e misconosciuta al grande pubblico. L'autore non salva neppure sé stesso, poiché nel testo la "puttana" sarebbe lo stesso Fibra, così definito per il fatto di non farsi vedere in giro quando la scena hip hop lo cerca.
Grazie ad una collaborazione fra le etichette Vibrarecords e The Saifam Group, nel 2005 viene pubblicata una riedizione di Mr. Simpatia, denominata "Gold Edition". Questa versione include un DVD aggiuntivo che racchiude il concerto tenuto dal rapper al Freemusik di Brescia nel 2005.

### Tradimento(2006)

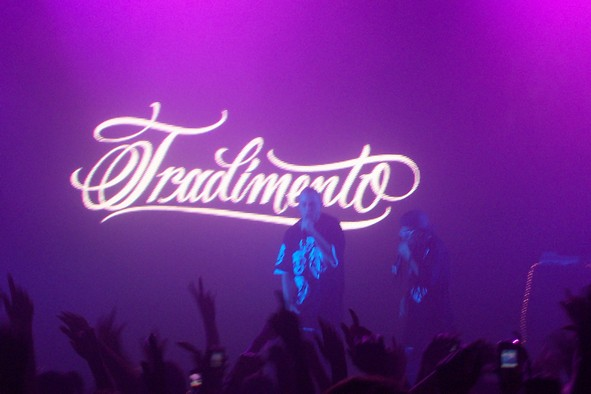
Fabri Fibra in concerto durante il Tradimento tour

Dopo il notevole successo ottenuto con Mr. Simpatia, Fibra abbandona la Vibrarecords per firmare un contratto discografico con la major Universal Music Group. Si trasferisce quindi in un appartamento a Milano, dove inizia a lavorare al suo nuovo album. Fibra ha spiegato di non aver rivelato ai coinquilini dell'appartamento il suo progetto musicale per paura che questi lo considerassero un illuso, e che quando scriveva fingeva di elaborare le istruzioni dei walk-man.
Il 6 giugno 2006 esce quindi il terzo album Tradimento, anticipato il 4 aprile dal singolo Applausi per Fibra. Il titolo dell'album è riferito al tradimento che avrebbe commesso il rapper nei confronti del pubblico che seguiva i suoi lavori precedenti, abbandonando la scena hip hop underground per passare sotto contratto con una etichetta discografica mainstream, tema trattato nel brano Vaffanculo scemo. Dopo una sola settimana dal lancio ufficiale del disco, l'album arriva al vertice della classifica italiana degli album. Al successo si contrappongono le critiche per il linguaggio esplicito, la disinvoltura nell'affrontare argomenti provocatori, la violenza e lo scarso rispetto per le donne contenuti nei testi.
Dopo la pubblicazione di Tradimento, sono stati realizzati i videoclip per i brani Su le mani, Mal di stomaco e per Idee stupide.
Il 16 settembre 2006 Fabri Fibra partecipa all'MTV Day 2006 di Bologna, per poi intraprendere un tour dal titolo "Io odio Fabri Fibra", motto già inaugurato nel videoclip di Applausi per Fibra. Il 1º dicembre 2006, per celebrare la certificazione di Tradimento come disco di platino, viene pubblicata un'edizione speciale denominata "Platinum Edition", che include anche Pensieri scomodi, una raccolta di undici tracce inedite scartate da Tradimento.

### Bugiardo(2007-2008)

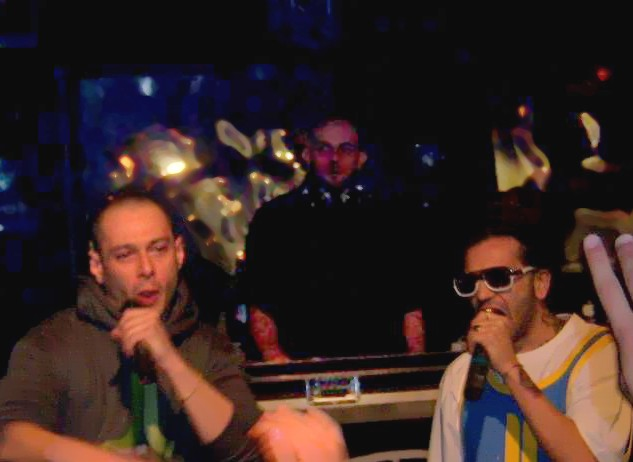
Fabri Fibra insieme a Big Fish (al centro) e Vacca (a destra)

Dopo il notevole successo di Tradimento, il ritorno di Fibra sulla scena musicale avviene con la pubblicazione del quarto album Bugiardo, pubblicato il 9 novembre 2007 sempre dalla Universal e anticipato dalla pubblicazione del singolo omonimo, uscito il 26 ottobre 2007. Nel periodo antecedente all'uscita di Bugiardo, sono stati pubblicati l'EP Nient'altro che la verità, allegato alla rivista la Repubblica XL e contenente i brani Hip Hop, In Italia (Tum tum cia), Questo è il nuovo singolo e A questo show, e un megamix promozionale realizzato da DJ Myke contenente le tracce La posta di Fibra, Bugiardo, Questa vita, La soluzione e Non provo più niente.
Tra i brani presenti nell'album, una notazione particolare va al brano Potevi essere tu, in cui il rapper riflette a suo modo sull'omicidio del piccolo Tommaso Onofri. Il brano offre l'occasione all'artista di incontrare e conoscere la famiglia del bambino ucciso il 2 marzo 2006. Altre tracce dell'album da notare sono: il provocatorio pezzo Andiamo a Sanremo, in cui l'autore critica aspramente il Festival di Sanremo; Sempre io, in cui cerca di spiegare che nonostante il successo lui non sia cambiato; Un'altra chance, realizzato in collaborazione con Alborosie che firma il ritornello (da questo brano è nato anche un remix con la collaborazione di Dargen D'Amico).
Nel febbraio 2008 esce il singolo La soluzione, il cui tema portante è la critica all'idea moderna che i soldi siano la soluzione ad ogni problema. Esce invece intorno al 25 aprile 2008 la nuova versione de In Italia, questa volta in collaborazione con la cantautrice Gianna Nannini, che tratta i problemi dell'Italia. Il pezzo riscuote un notevole successo e diventa un vero tormentone radiofonico dell'estate 2008. L'album diventa disco d'oro dopo poco tempo dalla pubblicazione e nel mese di settembre 2008 viene certificato disco di platino dalla FIMI. Per l'occasione esce una ristampa del disco contenente la nuova versione di In Italia e le due bonus track Arrivano e Hip Hop.
Nel 2008 Fabri Fibra partecipa a vari progetti, apparendo inizialmente nel mixtape del TruceKlan, Ministero dell'inferno, e partecipando a molte trasmissioni radiofoniche e televisive. Riceve una nomination come "Best Italian Act" agli MTV Europe Music Awards di Liverpool. Inoltre il 13 settembre partecipa all'MTV Day 2008, svolto a Genova.

### Chi vuole essere Fabri Fibra?(2009-2010)

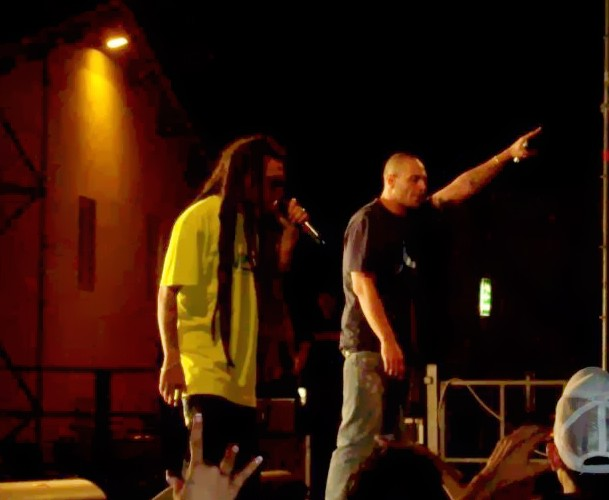
Fabri Fibra insieme a Vacca

Il 10 aprile 2009 viene pubblicato Chi vuole essere Fabri Fibra?, un cofanetto costituito da un CD contenente dieci brani e da un DVD che racchiude scene inedite di studio di registrazione, vita privata, backstage e filmati dal vivo per raccontare il progetto musicale di Fabri Fibra a 360 gradi.
Il primo singolo estratto da Chi vuole essere Fabri Fibra? si intitola Incomprensioni e viene trasmesso dai circuiti radiofonici per la prima volta il 6 marzo. Il brano, che nasce dalla collaborazione fra Fibra e Federico Zampaglione, frontman dei Tiromancino, ricalca proprio la canzone di questi ultimi Per me è importante. Il testo, partendo dal tema della crisi economica italiana, si sposta poi nelle strofe seguenti verso una riflessione del rapper su se stesso, sul rapporto con il successo e sui contrasti con chi non lo capisce. In merito ai contenuti dei testi, Fabri Fibra ha detto che il suo obiettivo era di spiegare le sue intenzioni e i suoi progetti in attesa dei prossimi lavori: per questo motivo manca quell'aggressività che di solito lo caratterizza
Il disco, che per la maggior parte dei brani comprende collaborazioni con altri rapper della scena underground hip hop, fornendo così a questi l'occasione di farsi conoscere su scala più vasta, è entrato nella top ten degli album più venduti in Italia, raggiungendo la vetta del disco d'oro superando le 35 000 copie vendute. L'attività promozionale è particolare anche per questo album. Nel mese di aprile 2009 esce su la Repubblica XL una recensione molto negativa dell'album; nel mese successivo, Fabri Fibra è nominato direttore ad honorem della rivista stessa per un mese ed in quella occasione, rispondendo direttamente a quanti avevano scritto al giornale in merito alla recensione, si scopre che era stata scritta da lui stesso per creare discussione e dare visibilità al disco.
Partecipa poi al progetto musicale nato per aiutare l'Abruzzo dopo il terremoto dell'Aquila del 2009 interpretando il singolo Domani 21/04.2009 insieme ad altri 55 artisti italiani, il cui ricavato è stato devoluto in beneficenza.
Il 22 maggio 2009 esce il secondo singolo, Speak English. Il video ufficiale è stato girato a Brighton, in Inghilterra, ed era disponibile in anteprima sul sito ufficiale di Fabri Fibra. Il 4 maggio 2010 esce la ristampa di Turbe giovanili, pubblicata da Universal. La ristampa del disco, rimasterizzato da Marco Zangirolami e contenente alcune nuove rime e una bonus track, debutta alla posizione numero 67 degli album più venduti in Italia.

### Controculturae collaborazione con Clementino (2010-2012)

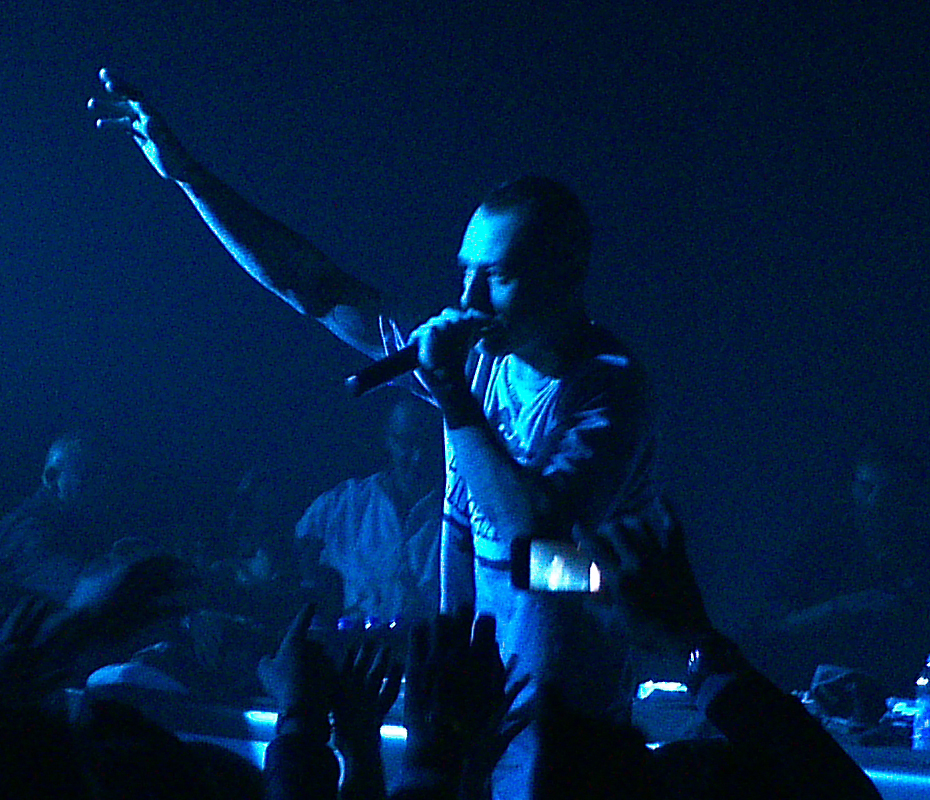
Fabri Fibra nel 2011 durante uno showcase a Rimini

Sono molti gli impegni che anticipano l'album successivo, ossia Controcultura. Dal 18 febbraio 2010 Fibra ha presentato un programma di cinque puntate intitolato Fabri Fibra: In Italia, trasmesso su MTV. Il programma, definito una docu-fiction, mostrava le condizioni di giovani italiani e stranieri che vivono situazioni disagiate e socialmente critiche, evidenziando molti problemi presenti in Italia.
Il 26 giugno 2010 il rapper è stato protagonista di un'intera puntata, da lui stesso condotta, di MTV Storytellers, registrata a Torino nell'ambito degli MTV Days dove, durante l'esibizione live, ha raccontato come nascono le sue rime, ed i suoi "segreti" di autore.
Nel mese di settembre 2010 Fibra ha condotto per una settimana su Deejay TV il programma di musica hip hop The Flow ed il 26 settembre 2010 ha partecipato, accompagnato da Marracash, al festival musicale Woodstock 5 Stelle organizzato a Cesena dal blog di Beppe Grillo e trasmesso dal canale televisivo nazionale Play.me, che proprio con questa diretta aprì la neonata emittente.
Nel novembre seguente ha reso disponibile su internet il web album +Pula x tutti del rapper torinese Pula+ e quello di Danti dei Two Fingerz, Ritorno al futuro vol. 1; successivamente ha partecipato alla produzione del mixtape di DJ Nais, intitolato Sono cazzi miei, collaborando in alcune tracce e freestyle.
Il 20 luglio sul suo sito ufficiale viene pubblicato gratuitamente il mixtape Quorum, che rappresenta l'anteprima ufficiale di Controcultura. All'uscita di Quorum sono scoppiate polemiche per una rima contenuta nel pezzo Non ditelo, dove il rapper ha alluso esplicitamente alla presunta omosessualità del cantante italiano Marco Mengoni. Nelle interviste successive, Fabri Fibra ha spiegato di aver voluto, con quel testo, esplicitare l'ipocrisia ancora presente nella società per cui l'omosessualità è formalmente accettata solo nel mondo artistico e dello spettacolo, mentre nella vita reale è ancora oggetto di discriminazione. Con quel testo, sostiene, voleva sollecitare tutti gli artisti ad approfondire l'argomento ed anzi a dichiararsi nel caso fossero omosessuali, proprio per aiutare le persone a vivere più liberamente la loro condizione.

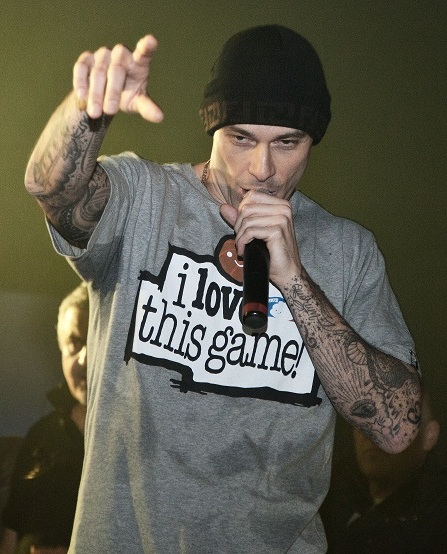
Fabri Fibra nel 2011 durante uno showcase a Rimini

Il 27 luglio 2010 viene pubblicato il primo singolo estratto da Controcultura, intitolato Vip in Trip, di cui è stato diffuso il video ufficiale dieci giorni dopo; il singolo ha raggiunto la seconda posizione della classifica italiana dei singoli. Il 7 settembre esce attraverso la Universal il sesto disco di inediti, Controcultura, il quale ha debuttato alla prima posizione della classifica italiana degli album, restando tra le prime cinque posizioni per quattro settimane, e ha ottenuto il disco d'oro dopo meno di due mesi dalla pubblicazione.
Nel mese di novembre la promozione del disco prosegue con la pubblicazione del singolo Tranne te e del relativo video musicale, cui segue l'anno successivo, il 26 gennaio, il singolo ed il video di Qualcuno normale, realizzati in collaborazione con il rapper Marracash. Nel febbraio 2011 l'album ottiene il disco di platino.
Il 12 marzo 2011 viene pubblicato su iTunes l'EP Tranne te (rap futuristico EP) che contiene due versioni remixate del singolo Tranne Te, una con il rapper statunitense Redman e il rapper francese Soprano, l'altra con Marracash e Dargen D'Amico. Il 18 marzo viene pubblicato in free download, il mixtape Venerdì 17, contenente remix, brani inediti e freestyle. Infine il 9 maggio dello stesso anno esce il video del quarto singolo estratto, Le Donne.
A dicembre 2011 Fabri Fibra ha fondato la sua etichetta discografica Tempi Duri Records, con la collaborazione e la produzione di vari artisti: Entics, DJ Double S, Maxi B, DJ Nais, Mastafive Moreno, Rayden e Clementino. Con quest'ultimo, il rapper ha formato il gruppo hip hop Rapstar.
Il 15 gennaio 2012 viene pubblicato sul canale YouTube ufficiale del gruppo il doppio singolo Ci rimani male/Chimica Brother, che anticipa la pubblicazione dell'album di debutto del duo, intitolato Non è gratis e uscito il 31 dello stesso mese. Il 9 marzo 2012 viene pubblicato, con il relativo videoclip, il secondo singolo del disco, intitolato La luce.

### Guerra e pace(2012-2013)
Il 29 giugno 2012 è stato pubblicato digitalmente il singolo L'italiano balla, frutto della collaborazione tra il rapper e i Crookers. Parte dei proventi del brano è stata successivamente poi devoluta in beneficenza per la ricostruzione di due scuole di Sant'Agostino, in provincia di Ferrara, distrutte dal terremoto dell'Emilia del 2012.
Nel giugno 2012 ha annunciato, tramite la sua pagina Facebook, di essere impegnato nella registrazione del suo settimo album, intitolato Guerra e pace, e il 31 luglio 2012 di aver rinnovato il suo contratto con la Universal. Il 30 ottobre esce in download gratuito l'EP Casus belli EP, seguito il 25 gennaio 2013 dal mixtape Rima dopo rima, anch'esso distribuito gratuitamente. Dall'8 febbraio Fibra conduce quattro puntate di One Two One Two, programma radiofonico di Radio Deejay.
Guerra e pace è stato pubblicato il 5 febbraio 2013 e ha debuttato al primo posto della classifica italiana degli album, per la terza volta nella carriera dell'artista. Riguardo ai temi trattati nella pubblicazione, l'artista ha spiegato in numerose interviste di essere stato ispirato nella scrittura dal cinema neorealista italiano, e da libri come Scritti corsari di Pier Paolo Pasolini. In questa ottica, ha cercato quindi una pacificazione interiore, consistente nella focalizzazione di contrasti, tra «bianco e nero, male e bene, guerra e pace».
Dal disco sono stati estratti tre singoli: il primo, Pronti, partenza, via!, uscito il 12 dicembre 2012, è stato accompagnato da un video girato a Torino, ed è stato certificato disco di platino dalla FIMI per le oltre 30 000 copie vendute. Il 1º e il 22 febbraio 2013 sono stati resi disponibili i video dell'omonimo Guerra e pace e i Alta vendita. Il 13 marzo l'album Guerra e pace è stato certificato disco d'oro per le oltre 30 000 copie vendute; successivamente viene certificato disco di platino. Il 29 marzo 2013 venne pubblicato il secondo singolo dell'album, Ring Ring, seguito il 18 luglio da Panico, che ha visto la partecipazione vocale di Neffa.
Nel 2013 Fabri Fibra ha inoltre preso parte alla realizzazione di svariati brani in qualità di artista ospite, tra cui In orbita di Guè (contenuto in Bravo ragazzo) e Fisico & politico di Luca Carboni, (estratto come singolo dall'omonima raccolta di quest'ultimo). Il 21 dello stesso mese riceve a Trieste il premio "Radioartista" alle Cuffie d'Oro. Nello stesso mese è stato pubblicato il videoclip di Una seria, brano della rapper Baby K e composto da quest'ultima insieme a Fabri Fibra l'anno precedente. Nel brano, il rapper ha eseguito soltanto l'introduzione.

### SqualloreTradimento 10 anni - Reloaded(2014-2016)
Il 21 maggio 2014 Fabri Fibra ha annunciato attraverso Facebook l'inizio dei lavori all'ottavo album in studio, dopo aver lasciato alle spalle le diatribe con Vacca ammettendo che l'interesse riguardo a tale fatto era finito, in quanto non vi era più nulla di vagamente artistico nell'ultima risposta di Vacca. Il dissidio è stato comunque proseguito da Vacca con il brano Patti chiari, realizzato con Entics e presente nell'album di quest'ultimo, Entics Television. - Vol. 3.
Nel corso del 2014 inoltre Fabri Fibra ha recitato nel film Numero zero - Alle origini del rap italiano, oltre ad aver collaborato con il rapper Nitro alla realizzazione del brano Doggy Style, presente in Machete Mixtape III. A inizio 2015 ha collaborato con il rapper Marracash al brano Vita da star contenuto in Status (che è stato poi riproposto in una nuova versione in cui oltre al ritornello il rapper di Senigallia canta anche una strofa esclusiva, la traccia è stata pubblicata come doppio singolo insieme al proprio brano Playboy), con i Club Dogo al remix di Dieci anni fa, e nuovamente con Nitro al brano Ong Bak, quest'ultimo inserito in Suicidol.
Il 7 aprile 2015 il rapper ha annunciato a sorpresa attraverso Twitter la pubblicazione dell'ottavo album in studio, intitolato Squallor. Nella stessa data sono stati pubblicati inoltre il primo singolo Come Vasco e il videoclip del brano Il rap nel mio paese. La promozione dell'album è proseguita attraverso la pubblicazione dei videoclip dei brani Playboy, Alieno e E tu ci convivi, usciti tra luglio e ottobre.
L'11 settembre è stato pubblicato Doppelganger di MadMan, nel quale è presente un brano inciso con Fabri Fibra, Ramadan. Il 30 ottobre è invece entrato per la rotazione radiofonica Ognuno ha ciò che si merita, singolo di Big Fish insieme a Fabri Fibra.
Nell'ottobre 2015 con l'album "Squallor" ottiene il Disco d'Oro.
Nel 2016 ha collaborato con Mondo Marcio alla realizzazione del brano Scoppia la bomba, contenuto in La freschezza del Marcio, e con Jake La Furia al singolo Ali e radici, presente in Fuori da qui. L'11 maggio dello stesso anno ha annunciato la ripubblicazione del terzo album in studio Tradimento in occasione del decennale di quest'ultimo. Denominata Tradimento 10 anni - Reloaded e uscita il 10 giugno, la riedizione contiene un secondo CD costituito da 14 remix dei brani originari realizzati da svariati e produttori, tra cui Don Joe e Big Fish, e caratterizzati da strofe inedite cantante da vari rapper, come Gemitaiz, Emis Killa e MadMan.

### Fenomeno(2017)
Il 1º marzo 2017 Fabri Fibra ha annunciato il titolo del nono album in studio, Fenomeno, e la pubblicazione dell'omonimo singolo, avvenuta il 3 dello stesso mese. L'album è stato pubblicato il 7 aprile 2017 ed è composto da 17 brani, di cui tre in collaborazione con Thegiornalisti, Roberto Saviano e Laïoung. Particolare attenzione va portata per le tracce 16 e 17, ossia Nessun aiuto e Ringrazio, dove il rapper argomenta il rapporto difficile con la famiglia, soprattutto con il fratello Nesli e la madre. Prima della pubblicazione dell'album, Fabri Fibra ha reso inoltre disponibile per il download gratuito un brano scartato da Fenomeno, intitolato Tony Hawk.
Il 5 maggio 2017 è uscito il secondo singolo dell'album, Pamplona, accompagnato dal relativo videoclip pubblicato su YouTube. L'11 dello stesso mese il rapper ha tenuto un concerto esclusivo per Radio Italia Live eseguendo alcuni pezzi storici della sua carriera e altri tratti da Fenomeno. Durante l'anno Fabri Fibra ha anche collaborato con Bassi Maestro nel brano Non muovono il collo, presente in Mia maestà, con Izi in Dopo esco, contenuto in Pizzicato, e con Maruego nella traccia Oh Fra!!!, presente in Tra Zenith e Nadir.
Il 22 giugno 2017 ha pubblicato a sorpresa per il download digitale il singolo inedito Luna, che ha visto la partecipazione di Mahmood, mentre il 22 settembre è stato pubblicato il singolo Stavo pensando a te, terzo estratto da Fenomeno. A fine ottobre Fabri Fibra ha annunciato la pubblicazione dell'EP Fenomeno - Masterchef EP, composto da brani inediti originariamente scartati da Fenomeno (tra cui la sopramenzionata Luna) e pubblicato il 17 novembre. Il 18 dicembre il rapper ha reso disponibile per il download digitale una nuova versione di Stavo pensando a te, realizzata in collaborazione con Tiziano Ferro.
Fenomeno ha ottenuto il doppio disco di Platino dalla Federazione Industria Musicale Italiana per le oltre 100mila copie vendute.

### Collaborazioni,Il tempo vola 2002-2020(2018-2021)
L'11 maggio 2018 è stato pubblicato il singolo Fotografia di Carl Brave, al quale hanno partecipato in qualità di ospiti Francesca Michielin e Fabri Fibra. Il rapper marchigiano ha inoltre collaborato con Lazza per il singolo Lario RMX, e con Marracash per il remix di Non confondermi, oltre ad un featuring con Salmo nella canzone Stai zitto, presente in Playlist. Nel 2019 è apparso tra gli artisti ospiti del singolo Calipso di Charlie Charles e Dardust, nonché tra quelli che hanno realizzato il mixtape Machete Mixtape 4, comparendo in Yoshi e Star Wars.
Il 25 ottobre 2019 è stata pubblicata la raccolta Il tempo vola 2002-2020, che celebra la carriera del rapper marchigiano. Anticipato nello stesso mese dal singolo Come mai (inciso con Franco126 e composto dai due insieme a Calcutta), il disco è stato distribuito in edizione standard triplo CD con le hit del rapper e cinque outtakes (pubblicati anche separatamente nell'EP Outtakes), edizione deluxe con ulteriori contenuti bonus, tra cui un VHS con il video del singolo Applausi per Fibra; la raccolta è stata pubblicata anche in edizione Single Box, cofanetto da 19 CD singoli.
Il 23 gennaio 2020 è stato pubblicato il singolo Mal di testa, realizzato con Elodie e incluso nell'album di quest'ultima This Is Elodie. Il 6 marzo 2020 è stato pubblicato il singolo Monolocale in collaborazione con Francesca Michielin. Il 10 luglio 2020 esce il singolo Bataclan del rapper Nerone nel quale collabora il rapper marchigiano, mentre il 10 agosto è stata la volta di Djomb Remix, in collaborazione con J-Ax e Bosh. Il 15 gennaio 2021 il rapper ha pubblicato il singolo Il mio amico in collaborazione con la cantante e rapper Madame. Nel gennaio 2022 è uscito il mixtape We the Squad Vol. 1 del collettivo SLF, in cui è presente il brano 18 anni con Fabri Fibra.

### CaoseNuova Scena(2022-2024)
Il 18 marzo 2022 ha pubblicato il decimo album Caos, il primo a distanza di cinque anni dopo Fenomeno; contemporaneamente ha reso disponibile anche il primo singolo Propaganda, realizzato insieme ai Colapesce Dimartino. Il disco si caratterizza per la presenza di svariati artisti, tra cui Guè, Neffa e Salmo, e produttori, come Low Kidd, Ketama126 e Dardust.
Il 26 maggio 2023 viene pubblicato il singolo Parafulmini, a cui il rapper ha collaborato insieme ad Ernia e Bresh. Il 23 febbraio 2024 pubblica il singolo In Italia 2024, riedizione dell'omonimo brano del 2008, questa volta in collaborazione con Emma Marrone e Baby Gang. Nello stesso mese vengono trasmessi gli episodi del talent show Nuova Scena, distribuito da Netflix Italia, in cui l'artista riveste il ruolo di giudice (insieme a Rose Villain e Geolier).

### Mentre Los Angeles brucia(2025-presente)
Il 20 giugno 2025 è stato pubblicato l'album Mentre Los Angeles brucia anticipato dai singoli Che gusto c'è (in collaborazione con Tredici Pietro) e Stupidi (in collaborazione con Papa V e Nerissima Serpe).

## Attività di scrittore
Il 18 aprile 2011 la Chinaski edizioni pubblica la prima biografia autorizzata del rapper, intitolata Lo spettro. La storia di Fabri Fibra, scritta da Episch Porzioni. Successivamente il 25 agosto viene pubblicata una nuova biografia dal titolo Io odio Fabri Fibra, controstorie di un rivoluzionario del rap, scritta da Michele Monina ed edita da Salani Editore.

### Dietrologia
Il 2 novembre 2011 BUR Rizzoli pubblica il primo libro scritto dallo stesso Fabri Fibra dal titolo Dietrologia - I soldi non finiscono mai, con la prefazione di Marco Travaglio. Nel libro il rapper marchigiano tratta molti argomenti ritenuti dallo stesso artista "pensieri scomodi", ossia pensieri che puntano a dire qualcosa che danneggia il "finto" mondo della televisione o della politica. Gli argomenti variano dall'attualità al mondo televisivo, dalla politica al mercato musicale. Vengono denunciate alcune situazioni viste nell'ottica italiana: l'ambizione del successo, che arriva con la seduzione e non con l'impegno, il consumismo incontrollato, l'importanza per l'apparenza esteriore e il ricorso alla contraffazione per bilanciare le insicurezze personali, l'impoverimento della lingua italiana nell'uso comune.
Il principale accusato del cambiamento sociale avvenuto negli ultimi decenni in Italia è la televisione; il rapper paragona due programmi per chiarire il cambiamento culturale avvenuto negli anni: Happy Days e Uomini e donne. Il rapper prosegue con pesanti critiche al mondo della politica italiana, definendo l'Italia una "trappola per topi" in cui le persone comuni sono incastrate in una sorta di "matrix" che non riescono a contrastare, divenendo succubi delle decisioni prese dall'alto. L'ultimo argomento trattato nel libro riguarda il mercato musicale italiano e le esperienze che ha avuto negli anni il rapper marchigiano in questo ambito.

## Critiche
Nel 2004 scatenò polemiche la canzone Mr. Simpatia dell'omonimo album per le forti critiche alla Chiesa cattolica e al Papa. Nel 2006 sono nate ulteriori polemiche sui testi delle sue canzoni, suscitando l'interesse sul "caso Fibra" anche da parte delle istituzioni: la giudice Livia Pomodoro, allora presidente del tribunale per i minorenni di Milano, lanciò un duro monito a radio e reti televisive esortandole a non trasmettere alcune produzioni del rapper, ed in particolare la canzone Cuore di latta che ha come tema principale la vicenda del delitto di Novi Ligure. Le accuse lanciate sostenevano che vi fosse nel testo una banalizzazione del crimine e la propaganda alla mancanza di rispetto, tutti messaggi che secondo il magistrato avrebbero potuto avere un effetto potenzialmente dannoso sui giovani.
Due anni dopo, con l'uscita di Bugiardo, scattarono nuove critiche per il linguaggio sempre esplicito dei suoi testi e in particolare il rapper venne denunciato dopo un concerto per vilipendio della religione a causa di uno spezzone del brano Cattiverie, in cui il rapper faceva riferimenti ritenuti offensivi al crocifisso.
Nel 2011 sono sorte altre polemiche in merito ad un'aggressione fisica da parte di Fibra nei confronti di uno spettatore che lo insultava durante un concerto tenutosi nell'area dell'ex Ceramica Vaccari a Santo Stefano di Magra. Il rapper è sceso dal palco e ha colpito in viso l'uomo col proprio microfono, per questo episodio venne condannato a pagare una multa di 2000 euro.
Durante un'intervista a La Repubblica dell'ottobre 2017, il rapper ha criticato la struttura dei talent show, sostenendo di aver rifiutato un'offerta del valore di 1 milione di euro da parte della direzione del programma X Factor per lavorare come giudice, precisando che avrebbe accettato proposte simili «solo per andare a cantare e fare rap»". Lo staff del programma ha in seguito smentito il fatto, accusando il rapper di essersi fatto pubblicità ai loro danni.
Nel 2025, con l'uscita di Mentre Los Angeles brucia, è stato criticato per aver citato il cantante dei One Direction Liam Payne (morto in seguito a una caduta dal balcone) nel brano Karma ok.

### Diatribe con altri artisti

#### Con i Gemelli DiVersi
Nel brano Idee Stupide Fibra aveva criticato offensivamente Grido del gruppo hip hop Gemelli DiVersi. Nell'agosto del 2006 Grido risponde a Fibra con il brano Standing Ovation, cantato sulla base di Applausi per Fibra (anche il relativo videoclip è una parodia del singolo). Fabri Fibra per rispondergli usò una nuova versione di Ah Yeah Mr Simpatia cantata dal vivo sul palco degli MTV Days 2006, ridenominata Hey questo è Mr. Simpatia. I Gemelli DiVersi successivamente risposero con il brano Bboy-Bband inclusa nell'album BOOM! (Gemelli DiVersi). Nel 2022 i due rapper annunciano ufficialmente la loro pace attraverso la collaborazione nel brano Sfiga.

#### Con Vacca
Il 15 marzo 2013 il rapper Vacca, ex collaboratore di lunga data di Fabri Fibra, ha pubblicato il brano Canto primo (estratto da Pazienza) in cui è presente una critica rivolta al rapper marchigiano; quest'ultimo risponde con Zombie, estratto da Dadaismo di Deleterio e pubblicato il 4 marzo 2014. Tre giorni più tardi Vacca risponde con Il diavolo non esiste, a cui ha fatto seguito Niente di personale di Fabri Fibra, pubblicato come singolo il 23 marzo. In seguito Vacca ha pubblicato Nella fossa, al quale Fabri Fibra ha risposto con Fatti da parte. Lo scontro è durato fino al 19 maggio, quando Vacca ha pubblicato Ritarducci, brano che ha causato indignazione da parte degli abitanti di Senigallia a causa della citazione da parte di Vacca dell'inondazione della città. Il 21 maggio 2014 Fabri Fibra ha annunciato attraverso Facebook l'intenzione di non continuare ulteriormente le diatribe con Vacca ammettendo che l'interesse riguardo a tale fatto era finito, in quanto non vi era più nulla di vagamente artistico nell'ultima risposta di Vacca. Il dissidio è stato comunque proseguito da Vacca con il brano Patti chiari, realizzato con Entics e presente nell'album di quest'ultimo, Entics Television. - Vol. 3.

#### Con Fedez
Il 17 settembre 2014 Fedez pubblicò il videoclip di Veleno per Topic, brano tratto da Pop-Hoolista, in cui insulta apertamente Paola Zukar, manager di Fabri Fibra, dandole della "sanguisuga" e criticando anche la scena hip hop italiana rea (secondo l'artista) di averlo continuamente attaccato. Nonostante nei primi anni di carriera Fedez avesse elogiato Fabri Fibra in diverse apparizioni pubbliche, durante una puntata di X Factor dell'ottobre 2014, Fedez definì il rap di Fabri Fibra "un po' di mer*a", dopo che Mika lo aveva definito uno dei suoi rapper preferiti del suolo nostrano. Ciò portò il rapper marchigiano a realizzare un dissing nei confronti di Fedez, con la pubblicazione ad aprile 2015 del brano Il rap nel mio paese, tratto da Squallor, contenente la rima "Odio i rapper banali chi li produce e chi li segue / 10 in comunicazione / Non uso mai l'inglese / Ora faccio un'eccezione Fuck Fedez". Successivamente nel 2017, durante un'intervista con il Corriere della Sera affermò che «Fedez prende i soldi dai vecchi della tv, ma in ogni circo serve una scimmia che balla». Durante lo stesso anno, la manager Paola Zukar rispose agli insulti di Fedez nel suo libro Rap. Una storia italiana, rivelando come Fedez la contattò durante i primi anni di carriera, per chiederle se avesse potuto offrirgli un contratto per l'etichetta discografica Tempi Duri Records, fondata e gestita da Fabri Fibra.

### Accuse di omofobia e misoginia
Nel 2013 è stato escluso dal Concerto del Primo Maggio, poiché accusato dall'associazione D.i.Re.: Donne in Rete contro la violenza alle donne di scrivere canzoni omofobe e misogine. La canzone "incriminata" è Su le mani, in cui vengono usate espressioni provocatorie e colorite verso le donne e viene usato il termine "ricchione". Il cantante si è difeso dall'accusa spiegando che tali immagini non vanno interpretate in modo letterale se utilizzate all'interno di un testo hip hop, e che il brano era stato pubblicato sette anni prima dell'evento; gli organizzatori del concerto hanno comunque deciso di revocare l'invito al rapper.
Il brano A me di te, contenuto in Guerra e pace, è stato al centro di un caso giudiziario a causa della querela per diffamazione esposta nei confronti di Fabri Fibra da Valerio Scanu per alcune frasi contenenti commenti sessualmente espliciti ed a sfondo omofobo riguardanti quest'ultimo. Nel 2016 Fibra è stato condannato dal Tribunale di Milano alla pena di una multa ed ha dovuto risarcire il cantante sardo con una provvisionale di 20 000 euro.

## Discografia

### Da solista
Album in studio
- 2002 – Turbe giovanili
- 2004 – Mr. Simpatia
- 2006 – Tradimento
- 2007 – Bugiardo
- 2009 – Chi vuole essere Fabri Fibra?
- 2010 – Controcultura
- 2013 – Guerra e pace
- 2015 – Squallor
- 2017 – Fenomeno
- 2022 – Caos
- 2025 – Mentre Los Angeles brucia

Album dal vivo
- 2015 – Squallor Live

Raccolte
- 2019 – Il tempo vola 2002-2020

### Con gli Uomini di Mare
- 1999 – Sindrome di fine millennio
- 2004 – Lato & Fabri Fibra

### Con la Teste Mobili
- 2000 – Dinamite Mixtape

### Con i Basley Click
- 2001 – The Album

### Con Clementino
- 2012 – Non è gratis

## Riconoscimenti
- 2011 – Superman Award ai TRL Awards 2011[118]
- 2011 – Wind Music Awards: disco di platino per l'album Controcultura; Premio "Digital Song" per i brani Vip in Trip e Tranne te[119]
- 2015 – Certificazione disco di platino per i 2 milioni di fan su Facebook[120]
- 2016 – Wind Music Awards: premio speciale per i dieci anni dall'album Tradimento[121]
- 2017 – TIM MTV Awards: MTV Rap Icon[122]